# Acini di pepe

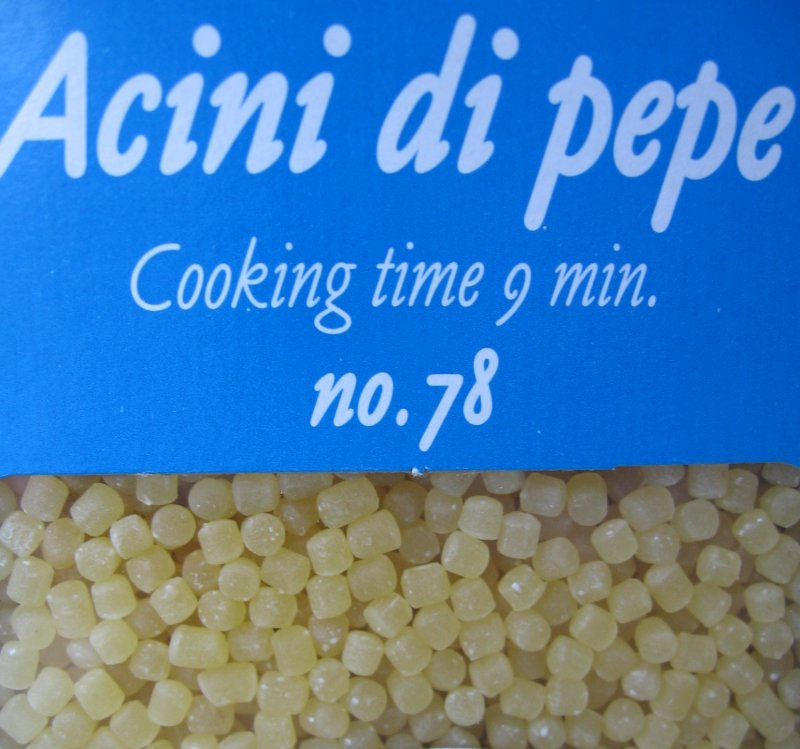
Acini di pepe w opakowaniu

Acini di pepe – rodzaj włoskiego makaronu. Jego nazwa po włosku oznacza „nasiona pieprzu”. Jest on znany jako symbol płodności, dlatego wykorzystuje się go we włoskiej zupie weselnej. Czasem jest określany również jako pastina, co oznacza mały makaron. Makaron kształtem przypomina cylindry o średnicy ok. 1 mm. Jest podawany w zupach oraz zimnych sałatkach. Podaje się go również w amerykańskiej sałatce z żabich oczu.